# NRG (esport)
NRG, auparavant connu sous le nom de NRG Esports, est une équipe américaine d'esport, créée le 16 novembre 2015 par Mark Mastrov et Andy Miller, copropriétaires des Sacramento Kings. La structure est notamment connue pour ses équipes sur Rocket League et Fortnite où le club est devenu champion du monde en 2019 sur les deux titres. NRG possède également les San Francisco Shock engagés en Overwatch League dont il a fini deux fois champion. Après la fin de cette dernière, les Shock sont l'une des rares franchises toujours actives sur le jeu, sous le nom de NRG Shock. NRG possède également la place des Chicago Huntsmen en Call of Duty League ainsi que des équipes sur Apex Legends, Valorant et Counter-Strike 2. Elle a aussi possédé des équipes sur League of Legends, Super Smash Bros., Smite, Hearthstone, PUBG Mobile et Clash Royale.

## Histoire
L'équipe a été créée en novembre 2015 par Mark Mastrov et Andy Miller, copropriétaires des Sacramento Kings, une franchise de basket-ball évoluant en NBA. Ils acquièrent le slot de la Team Coast en LCS. En mars 2016, l'équipe annonce l'arrivée en tant qu'investisseurs de trois personnalités du monde du sport, Shaquille O'Neal, Alex Rodriguez et Jimmy Rollins.
L'équipe annonce en septembre 2019 l'arrivée de Hector « H3CZ » Rodriguez en tant que co-directeur général, une position qu'il occupait jusqu'alors chez OpTic Gaming. Il quitte le club deux ans plus tard pour retourner chez OpTic.

## Rocket League
Le 10 juin 2018, l'équipe arrive en finale des championnats du monde de la saison 5 des Rocket League Championship Series (RLCS), où elle s'incline au terme d'un match très serré face à Dignitas.
Le 15 décembre 2019, l'équipe Rocket League devient championne du monde de la saison 8 des RLCS en battant Renault Vitality en finale à Madrid.
Le 10 juin 2020, l'équipe annonce l'arrivée de l'ancien joueur de Cloud9 Mariano "SquishyMuffinz" Arruda en remplacement du quadruple champion du monde Pierre "Turbopolsa (en)" Silfver.
À partir d'avril 2021, l'équipe Rocket League est renommée The General NRG à la suite d'un partenariat entre la structure et la compagnie d'assurances The General.

## Overwatch
NRG Esports acquiert en août 2016 les joueurs qui portaient jusque-là les couleurs de Luminosity Gaming. NRG possède l'équipe des San Francisco Shock qui évolue dans l'Overwatch League. L'équipe remporte la saison 2019 de la ligue, en battant les Vancouver Titans 4-0. Choi "ChoiHyoBin" Hyo-bin est désigné MVP de la finale et Jay "sinatraa Won est MVP de la saison régulière. Pour la saison 2020, l'équipe remplace ses ancienne couleurs orange, gris et or par du noir et argent, en hommage aux Raiders d'Oakland. L'équipe est obligée de se séparer de sinatraa en cours de saison, ce dernier ayant choisi de devenir professionnel sur Valorant, mais remporte malgré tout l'Overwatch League pour la deuxième saison consécutive, face aux Seoul Dynasty, en octobre 2020.

## Apex Legends
NRG Esports annonce le 11 février 2019 la signature d'un premier joueur sur le jeu Apex Legends, Coby « Dizzy » Meadows. L'équipe est complétée un mois après par les arrivées de Richard « KingRichard » Nelson puis de Brandon « Ace » Winn. Dizzy se retire de la scène compétitive en décembre 2019. L'équipe recrute Joseph « Frexs » Sanchez un mois plus tard pour le remplacer.

## Counter-Strike

### Counter-Strike: Global Offensive
NRG fait son entrée sur la scène Counter-Strike: Global Offensive en janvier 2016 en signant les joueurs d'ex-Method. L'équipe subit plusieurs changements au cours de l'année, et une nouvelle équipe est finalement créée fin 2016 autour du nouveau leader Damian « daps » Steele.
En 2019, NRG échoue en demi-finale du StarLadder Major: Berlin 2019, le meilleur résultat de l'équipe lors d'un major. L'équipe est reprise par Evil Geniuses le 26 septembre 2019, ce qui marque le retrait de la structure sur ce jeu.

### Counter-Strike 2
NRG revient sur le jeu le 28 novembre 2023. L'équipe ne parvient pas à se qualifier à un major en 2024, échouant à chaque fois aux tours préliminaires régionaux américains pour rallier Copenhague et Shanghai.

## Fortnite
Le 8 juin 2018, l'équipe annonce le recrutement de quatre joueurs canadiens sur le jeu Fortnite, à une époque où le jeu connaît une grande popularité et est l'un des jeux esport les plus lucratifs. Le 3 mars 2019, l'un de ces joueurs, Williams « Zayt » Aubin, remporte avec Rocco « Saf » Morales de Ghost Gaming les ESL Katowice Royale.
Le groupe s'élargit à l'été 2020 avec l'arrivée le 1er juillet de Cody « Clix » Conrod et le 3 août de Ronald « Ronaldo » Mach. En revanche, Symfuhny quitte l'équipe le 1er septembre 2020 à la date d'expiration de son contrat. En janvier 2021, Zayt, le joueur le plus titré de la structure, décide de mettre un terme à sa carrière. Il devient l'entraîneur de NRG. 
Le 23 février 2023, NRG annonce se retirer de la scène compétitive Fortnite, après avoir laissé partir tous ses joueurs. 

## Super Smash Bros.
Le 23 août 2016, l'équipe annonce l'arrivée de Nairoby « Nairo » Quezada, joueur de Super Smash Bros. for Wii U et Super Smash Bros. Brawl. Accusé de relations sexuelles sur un mineur et tentative d'acheter son silence, il est licencié par l'équipe en juillet 2020. Cependant il sera révélé en Octobre 2020 que le mineur en question a menti sur sa version des faits et que c'est en réalité lui qui a commis une tentative de viol sur Nairo durant son sommeil. Même innocenté, Nairo annonce ne pas retourner sur la scène compétitive, ni chez NRG.

## Smite
Le 1er septembre 2016, NRG Esports rachète l'effectif de la Team Panthera, championne du monde en titre sur Smite. L'équipe défend son titre et remporte donc en janvier 2017 leur deuxième titre de champions du monde, le premier sous les couleurs de NRG. La structure décide finalement le 13 décembre 2018 de se séparer de son équipe et de quitter cette scène.

## Palmarès
| Rocket League | Overwatch                                                                         |
| --- | --------------------------------------------------------------------------------- |
| - RLCS - Finales mondiales (1) - Vainqueur de la saison 8 en 2019 - Finaliste de la saison 5 en 2018 - RLCS - Amérique du Nord (5) - Vainqueur des saisons 2 en 2016, 3 en 2017, 6 en 2018, 7 et 8 en 2019, X en 2021 | San Francisco Shock : - Overwatch League (2) - Vainqueur des saisons 2019 et 2020 |
| Fortnite | Smite                                                                             |
| - Fortnite World Cup (solo) - Troisième en 2019 (EpikWhale) - Fortnite World Cup (duo) - Quatrième en 2019 (Zayt) - ESL Katowice Royale (duo) - Vainqueur en 2019 (Zayt)                                              | - Smite World Championship - Vainqueur en 2017                                    |